# 島田幸作
島田 幸作（しまだ こうさく、1944年5月7日 - 2008年11月3日）は、兵庫県宝塚市出身のプロゴルファー、初代日本ゴルフツアー機構会長。プロゴルファーの島田典哉は次男。

## 経歴
生家の近くに宝塚ゴルフ倶楽部があったことから早くからゴルフに興味を持ち、兵庫県立尼崎工業高等学校でゴルフを学び始める。高校卒業後にはオートバイ工場に就職したが「工員ではうだつが上がらないし」と、母親が働いていた縁で 名門宝塚GCへ転職。キャディをしながら 専属プロの古賀春之輔に師事し、1964年に20歳でプロテストに合格。当時としては変わり種で向こう気の強さが武器であり、同じ関西でも、杉原輝雄ら茨木一門とは一線を画していた。1967年の関西オープンと関西プロで2位となって、関西きっての大型選手として注目を集める。1968年の日本プロでは青木功、村上隆、鈴村照男らと優勝を争い、72ホール目にバーディで激戦に決着をつけてプロ初優勝を飾った。この優勝で日本のトッププレーヤーの仲間入りを果たし、島田は「名前を新聞に載せたかった」と新聞各社にコメントしている。その後も関西オープン、関西プロと公式戦タイトルを次々に手にし、1976年の日本オープンを制覇して史上7人目のグランドスラムを達成。この日本オープン優勝で、1977年にはジャック・ニクラスがホスト役のメモリアルに出場。難コースと闘いながら、予選を通過し55位の成績を残している。1975年と1977年にはワールドカップ日本代表へ選出され、1975年の団体では村上隆とのペアでルー・グラハム&ジョニー・ミラー（アメリカ）、謝敏男&郭吉雄（中華民国）に次ぎ、ボブ・シアラー&イアン・スタンレー（オーストラリア）、フアン・カブレラ&ホルヘ・ソト（ アルゼンチン）、ベン・アルダ&エレウテリオ・ニーバル（ フィリピン）を抑えての3位と健闘。1977年の団体では金井清一とのペアでセベ・バレステロス&アントニオ・ガリド（ スペイン）、アルダ&ルディ・ラバレス（フィリピン）、デイブ・バー&ジョージ・クヌードソン（ カナダ）に次ぎ、エイモン・ダーシー&エディ・ポランド（ アイルランド）、郭吉雄&謝敏男（中華民国）を抑え、ヒュー・バイオッキ&ゲーリー・プレーヤー（ 南アフリカ共和国）と並ぶ4位タイに入っている。賞金ランキングベスト10入りを5回、その内ベスト5入りは4回を記録し、1978年には自己最高の3位に入った。同年のフジサンケイクラシックでは最終日に青木と共に浮上し、青木が猛チャージを見せたものの、島田はインだけで1パットのパーが4ホールという粘りのゴルフを見せ逃げ切った。
1989年からは日本プロゴルフ協会（PGA）の理事に就任し、1997年には同協会内に設置されたレギュラーツアーを管轄するPGAツアー・オブ・ジャパンのエグゼクティブディレクター、1999年にはPGAから競技部門を離して発足した日本ゴルフツアー機構初代会長に就任。PGAのプロテストを受験しなくてもトーナメントに出られる制度を作り、「世界に通用する選手の育成」をスローガンに底辺拡大に力を尽くし、現在の男子ツアーの礎を築いた。拠点を置いていた兵庫近辺のトーナメントは必ず、自宅近くのパン屋の名物の食パンを大量に買い込み、焼きたてのパンを会場のスタッフに配った。出張先で一緒に帰路につくスタッフには「いつもようやってくれているせめてものお礼や」と、ポケットマネーで持ち切れないほどの土産を持たせた。2008年1月下旬にPET検査による検診で膵癌が判明し、その後は抗がん剤を服用。がん細胞が小さくなった時点で摘出手術を受ける予定で入退院を繰り返していたが、容体は良くならず、3月には会長職を退いて名誉会長となった。同年11月3日に膵頭部癌のため病没。64歳没。家族に見守られながら息を引き取り、死去の事実は近親者のみによる葬儀が終わった後に公表された。
2015年には関西スポーツ賞特別功労賞を受賞し、2017年には陳清水、清元登子、河野高明、村上隆、涂阿玉と共に第5回日本プロゴルフ殿堂入りを果たす。

## 主な優勝
- 1968年 - 日本プロ、グランドモナーク
- 1970年 - 関西オープン
- 1973年 - 関西プロ
- 1974年 - 関西プロ、東海クラシック
- 1975年 - 日英対抗
- 1976年 - 日本オープン
- 1977年 - 関西プロ
- 1978年 - フジサンケイクラシック
- 1979年 - 東西対抗
- 1981年 - くずは国際、ダンロップインターナショナル
- 1984年 - アコムダブルス

## 主な弟子
- 木村政信
- 安井純子
- 城戸富貴